# 原彪 (茨城県の政治家)
原 彪（はら たけし、1904年10月26日 - 1954年1月23日）は、日本の政治家。衆議院議員（3期）。土浦市長（2期）。

## 来歴・人物
本籍は茨城県新治郡土浦町。明治37年、日本統治時代の台湾台北市生まれ。県初の国務大臣・原脩次郎の長男である。母・久子。8人兄妹。1930年、東京帝国大学経済学部商学科卒業後に三井物産に入る。のち朝日組取締役、賀田組取締役、霞ヶ浦造船所常務取締役を歴任。
1945年6月、第3代の土浦市長に就任する。翌1946年6月再任され、郷土の自治に貢献した。
1947年の第23回衆議院議員総選挙で茨城3区から民主党公認で立候補して初当選。父君の地盤を引継ぎ衆議院議員を3期（23、24、26）務め、この間に衆議院文部委員長、運輸委員長などを歴任し、松戸以北の常磐線電化促進についても深く関わった。
在職中の1954年（昭和29年）1月27日には、日本航空の太平洋線開設に際し運輸交通行政および文教行政の視察のため、米国サンフランシスコに向け出発する予定であった。しかし、その4日前の23日午後、地元土浦小学校で行われるその壮行会に出席すべく帰省していたが、土浦市鷹匠町の本邸で倒れ急逝した。49歳歿（享年51）。墓所は多磨霊園。正六位、勲四等。妻は今村繁三の四女・静子。ピアニスト内田光子の伯父である。

### 主な役職
- 土浦市国保組合理事長
- 土浦市観光協会理事長
- 土浦市体育協会長
- 霞浦農科大学理事長
- 日本民主党政調会運輸部長
- 日本民主党副幹事長
- 国民民主党代議士会長
- 改進党中央常任委員
- 改進党政策委運輸部長